# Ichneumon melanopterus
Ichneumon melanopterus là một loài tò vò trong họ Ichneumonidae.